# Nactus kunan
Nactus kunan — вид геконоподібних ящірок родини геконових (Gekkonidae). Ендемік Папуа Нової Гвінеї. Описаний у 2012 році.

## Поширення і екологія
Вид відомий за двома зразками, зібраними на острові Манус в групі островів Адміралтейства. Nactus acutus живуть у вологих тропічних лісах і в садах, трапляються в людських поселеннях.